# Phyllodes porphyrea
Phyllodes porphyrea là một loài bướm đêm trong họ Noctuidae.